# Ronan Gouézec
Œuvres principales
- Rade amère, Masses critiques

Ronan Gouézec, né en 1964 est un romancier français, auteur de romans noirs.

## Biographie
Finistérien né en 1964, Ronan Gouézec vit et travaille à Châteaulin (Finistère, Bretagne), où il est enseignant. Selon son éditeur, il pratique le vagabondage côtier et littéraire. Amateur de romans américains contemporains, il en est chroniqueur dans la revue Hopala ! (la Bretagne au monde), entre 2012 et 2016.

## Publications

### Romans
- Rade amère, Éditions du Rouergue, Arles, 2018, Prix de la Roquette 2018
- Masses critiques, Éditions du Rouergue, Arles, 2019, 199 pages  (ISBN 978-2-8126-1861-1)